# Armando Solís
Armando Solís (n. Guayaquil, Guayas, Ecuador; 17 de septiembre de 1987) es un exfutbolista ecuatoriano que jugaba como delantero.

## Clubes
| Club                  | País    | Año         |
| --------------------- | ------- | ----------- |
| Barcelona SC          | Ecuador | 2005 - 2007 |
| River Plate Ecuador   | Ecuador | 2009 - 2010 |
| Independiente         | Ecuador | 2011 - 2015 |
| River Ecuador         | Ecuador | 2015 - 2016 |
| Guayaquil City        | Ecuador | 2017 - 2018 |
| Guayaquil SC          | Ecuador | 2018        |
| Fuerza Amarilla       | Ecuador | 2019        |
| Técnico Universitario | Ecuador | 2019 - 2020 |
| Rocafuerte FC         | Ecuador | 2020        |
| CD La Unión           | Ecuador | 2020        |